# イェルマ
『イェルマ』 （スペイン語: Yerma）は、スペインの劇作家フェデリコ・ガルシーア・ロルカの戯曲である。1934年に書かれ、同年に初演された。「3幕6場の悲劇詩」 (Poema trágico en tres actos y seis cuadros) という副題がついている。タイトルの"Yerma"とは「不毛の」という意味であり、スペインの田舎に住む子供のない女性の物語である。ヒロインであるイェルマは、時代の潮流ゆえに子供を生むよう期待をかけられている。イェルマは母になることをあまりにも切望し、悲劇的な末路を迎える。

## 登場人物
- イェルマ：あまりにも強く子供を欲しがっているため、まだできてもいない赤ん坊に話しかけたり、歌いかけたりしている若い女。名前の"Yerma"はスペイン語で「不毛の」という意味である[1]。愛のない結婚をしているため、子供さえいれば自分が絶望的なまでに求めている喜びが得られると信じている。子供がいないため空虚で満たされない気持ちで暮らしており、疎遠な夫フアンとはうまく子作りができてない。結婚のせいでどれほど不幸になろうとも、名誉と責任の観念が強すぎるせいで夫を捨てることはできない。
- フアン：イェルマの夫で、「金をためるしか能のない小農業主[2]」である。子供のことはあまり期待しておらず、今見えるものや触れるものしか信じていない。土地を耕し作物を育むのが仕事だが、対照的に妻は「不毛の」という意味の名前で子供がいない。
- ビクトル：イェルマとフアンの昔からの友人で、フアンの仕事仲間。劇中で何度か登場するが、ふつうはイェルマとだけ出てくる。2人の間に昔何かあったことが示唆されているが、イェルマの父はビクトルを選ばなかった。
- マリア：イェルマの友人で新婚。マリアにはすぐに子供ができたため、イェルマは自分の境遇を比べて悲しく思っている。
- ドローレス：不妊の女性を妊娠させる力があると言われている女性。
- 2人の義姉：フアンの姉妹で、第2幕でイェルマを見張るように呼ばれる。
- 老婆：第1幕及び第2幕におけるイェルマの理性の声。イェルマがフアンに食べ物を持って行く時に初めて現れる。老婆はイェルマに男を引き留めておくにはどうしたらよいか、女は何をすべきなのかを教える。2度結婚し、全部で14人子供を産んだ。第3幕ではイェルマに対して、自分には非常に役に立ちそうな息子がおり、イェルマを妊娠させられるかもしれないと言う。
- 6人の洗濯女：町の人々の声。住人のさまざまな考えを表している。子供がないことでイェルマを責める者、無関心な者、イェルマを擁護する者などがいる。
- 他、数名の男女

## あらすじ

### 第1幕第1場
イェルマは結婚して2人になる。イェルマは自分を妊娠させられるよう、夫のフアンが精をつけてくれることを望んでいる。フアンはイェルマに家にいるよう言って、オリーヴの林に仕事に出かける。イェルマは自分の胎内に子供が宿ってほしいと願い、その架空の子に対して話しかけたり歌ったりする。新婚5ヶ月のマリアは既に妊娠しており、イェルマに赤ん坊のための縫い物を頼んでくる。イェルマは自分もすぐに妊娠しなければ自分の血が毒に変わるのではと怖れる。夫妻の友人ビクトルはイェルマが縫い物をしているのを見て妊娠かと思う。そうではないと知ったビクトルはもっと頑張れと忠告する。

### 第1幕第2場
イェルマは外にいるフアンに夕食を持って行ったところである。帰宅途中でイェルマは老婆に会うが、その老婆は情熱が妊娠の鍵だと言う。イェルマはフアンではなく、こっそりビクトルを想っていることを認める。それからイェルマは2人の若い女に会うが、その態度に驚く。ひとりは赤ん坊をほったらかしにしており、もうひとりは母親のドローレスから妊娠のためのハーブをもらっているにもかかわらず、子供がいないことに満足している。それからビクトルがやってきてイェルマと会話するが、2人の間には口にできない考えや欲望のせいで緊張が走る。フアンがやって来て、イェルマが外で話していると人が噂するかもしれないと心配する。フアンは一晩中仕事をするつもりだとイェルマに言う。イェルマはひとりで寝ることにする。

### 第2幕第1場
3年後、5人の洗濯女がイェルマとおぼしき女の噂をしている。その女にはまだ子供がおらず、夫以外の男を見つめていて、夫は妻を見張るために自分の姉妹を呼んだという。女たちは夫、性愛、赤ん坊について歌う。

### 第2幕第2場
フアンの2人の姉妹がイェルマを見張っている。イェルマは家にとどまるのを拒み、人々の噂になっている。子供がいないため、イェルマは自宅を監獄のように感じており、結婚生活は暗礁に乗り上げている。マリアがやってくるが、赤ん坊を見るといつもイェルマが泣いてしまうのであまり乗り気ではない。第1場に出てきた子供のいない若い女が、母のドローレスがイェルマが来るのを待っていると告げる。ヴィクタトールが別れを告げにくる。イェルマは驚き、ヴィクタトールが出て行くという知らせに少し悲しくなる。なぜ行ってしまうのか訪ねると、ヴィクタトールは状況の変化を口にする。フアンが入って来るが、フアンがヴィクタトールの羊を買い取っていたことがわかる。ヴィクタトールがいなくなる理由のひとつはフアンであると示唆される。イェルマは怒り、フアンがビクトルと出て行くと、イェルマはドローレスに会いに出かける。

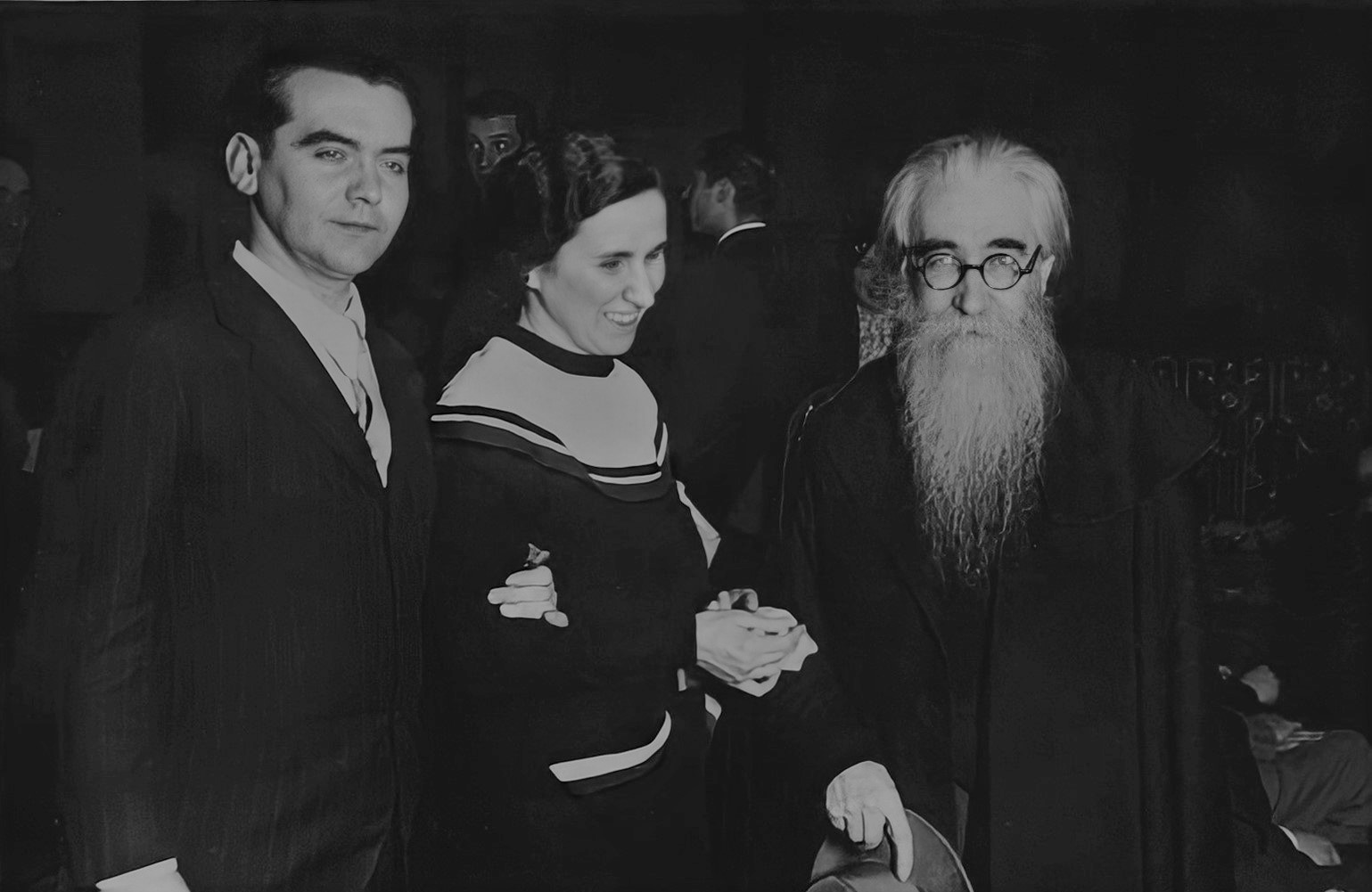
1934年、マドリードで一堂に会するロルカ、プラ・マオルトゥア、ラモン・デル・バリェ＝インクラン。

### 第3幕第1場
イェルマがドローレスの家にいる。ドローレスと老婆は一晩中墓場でイェルマのため祈っていた。フアンはイェルマが自分を騙したと責め、イェルマは自分の血、体、父親を呪う。

### 第3幕第2場
山の上に隠遁所があり、イェルマをはじめとする多くの不妊の女が巡礼をする場所となっている。若い男たちがおり、夫から離れている女たちといい仲になったり、子供を作ったりしたいとたくらんでいる。老婆はイェルマにフアンを捨てて血気盛んな自分の息子と一緒になるようすすめるが、イェルマは名誉にこだわってこの提案を受け入れない。盗み聞きをしたフアンはイェルマに子供を持つことはあきらめて今の状態で満足しろと言う。フアンは子供を欲しがったことがなく、これからも欲しがらないと気付いたイェルマは夫の首を絞め、子供を持つ唯一の希望のよすがを殺してしまう。イェルマは最後に「あたしは自分の子を殺してしまった」と叫ぶ。

## 執筆背景
ロルカが生まれたグラナダの近くにある巡礼地モクリンは子授けの御利益がある巡礼地として有名で、これが不妊の女性の巡礼をプロットの一部に含む本作執筆のヒントとなったと考えられている。また、ロルカの父の最初の妻であるマティルデ・パラシオスには子供がいなかったので、これもヒントになった可能性がある。1933年の5月頃には既にロルカは『イェルマ』の構想を周囲に話しており、翌年3月にはブエノスアイレスで第1幕の朗読を行っている。1933年の7月頃に完成したと考えられる。

## 上演史

### 初演
1934年12月29日、シプリアーノ・リバス・チェリフの演出により、マルガリータ・シルグをイェルマ役に配してマドリードのエスパニョール劇場で初演が行われた。初演は大入りであったが、ロルカもシルグも共和派であったため、公演中に反対派からの野次が激しくなる場面もあった。当時としてはショッキングな内容を扱っていたことと、ロルカたちが政治的に左派であったため、公演は賛否両論であった。しかしながら好評も多かったため上演は数ヶ月間続き、1935年2月2日に同劇場で『イェルマ』が上演された際には、ロルカ自身が演劇についてのスピーチを行った。5月にはシルグの劇団がバルセロナでも本作を上演した。

### スペイン語での上演
フランコ政権下のスペインではロルカの芝居を上演するのは困難であり、1947年に『イェルマ』がバルセロナで極めて小規模に上演されたが、マドリードでは上演できなかった。スペイン内戦後にマドリードで初めて行われた主要な『イェルマ』のプロダクションとしては、1961年にエスラバ劇場でルイス・エスコバル演出があげられる。自然主義的な演出であったが、批判も受けた。

#### ヌリア・エスペル劇団
1971年、ビクトル・ガルシア演出、ヌリア・エスペル劇団によるトランポリン幕を用いた『イェルマ』が上演され、ヌリア・エスペルがヒロインを演じた。このプロダクションはイギリスや日本を含む世界中で長きにわたり上演され、その後の演出に大きな影響を与えることとなった。当初はロルカの作品だというだけで検閲にあい、上演の許可がおりなかったという。布張りの舞台は「ロルカのテキストにある鼓動」を表現するというコンセプトで作られた。この上演は極めて評価が高く、「スペインの演劇上演史上に残る作品」と言われている。

### 日本語での上演
1958年に俳優座劇場にて、会田由翻訳、田中千禾夫演出で『血の花』として上演が行われ、大塚道子がイェルマを、市原悦子がマリアを、菅井きんがドローレスを、平幹二朗がビクトルを演じた。三島由紀夫はこの上演について、あまりにも田中の独自色が強すぎるが、「極度にスタティックで、能楽的」なところはロルカらしさがあったと述べている。
1979年には紀伊國屋ホールにて吉原幸子の台本、村田大の演出、岸田今日子の主演により、演劇集団 円が上演を行った。1988年、渡辺浩子演出、三田和代主演により渋谷のパルコ・スペースパート3で本作が上演され、三田はイェルマを「しなやかで弱い女性像」として演じた。
本作は大学演劇でもしばしばとりあげられる。関西学生イスパニア語連盟の語劇コンクールでは、1975年と1996年に天理大学が『イェルマ』を出している。1975年版でビクトルを演じた片倉充造は、このプロダクションの時のフアンは70年代日本における「エコノミック・アニマル」を思わせるところがあったと回想している。1989年に大学生を中心とする劇団ラ・バラキッリャが『血の婚礼』『イェルマ』『ベルナルダ・アルバの家』の3作をスペイン語及び日本語で制作し、東京でリハーサル公演をした後、グラナダなどスペインでの上演ツアーを行った。
1994年には名古屋でスペインやラテンアメリカの戯曲を精力的に上演している劇団クセックが神宮寺啓演出で『イェルマ』をとりあげ、各地で公演して2000人以上を動員している。ヒロインのイェルマ役は男優の榊原忠美がつとめ、「女性の情念やエロチシズム、人間を見る厳しさや激しさをより直接的に表現する」ことを目指す上演であった。

### 英語での上演
1987年にロンドンのナショナル・シアターでディー・トレヴィス演出による英語版が上演されたが、これはヌリア・エスペル主演のスペイン語プロダクションの影響を受けたものであった。
2016年、オーストラリアの劇作家サイモン・ストーンがヤング・ヴィクがビリー・パイパー主演で原作を大きく変更し、現代のロンドンを舞台にした翻案を上演した。主演のビリー・パイパーの演技は「地を揺さぶるような」ものだとして高い評価を受け、本作はローレンス・オリヴィエ賞で最優秀リバイバル賞と最優秀女優賞を受賞した。本作はナショナル・シアター・ライヴでも上映された。このプロダクションは2018年、ニューヨークのパーク・アヴェニュー・アーモリーに引っ越して上演された。アメリカでも好評を得、『ニューヨーク・タイムズ』はパイパーの演技を「絶対的勝利」だと絶賛した。『ハリウッド・リポーター』もパイパーを「本当に圧倒的」だと称賛した。

## 翻案

### オペラ
本作は何度かオペラ化されている。ポール・ボウルズがリブレットと作曲を担当した英語のオペラが1958年に、デニス・アピヴァー作曲、モンタギュー・スレイター台本の英語版が1961年に初演され、レイモンド・ワイルディング＝ホワイトも自らの作曲・台本による英語版を1962年に作っている。エイトル・ヴィラ＝ロボスも自らの作曲・台本によるスペイン語のオペラ『イェルマ』を1956年に作ったが、1971年まで初演されなかった。

### 映画
1984年にハンガリーで映画化されている他、1998年にもアイタナ・サンチェス＝ギヨン主演でスペインで映画化されている。2017年にも現代を舞台に大きく脚色された翻案映画Yerma: Barrenが作られている。
1997年に作られたロルカの死を題材とする映画『ロルカ、暗殺の丘』では、『イェルマ』の上演に際して保守的な観客が怒りを露わにする場面がある。

### ダンス
リンゼイ・ケンプとクリストファー・ブルースが1977年に共同製作したロルカをテーマとするダンス作品『残酷な庭』には『イェルマ』の要素が取り入れられている。1996年には加藤みや子ダンススペースが青山円形劇場でダンスオペラ『イェルマ』を上演している。2008年、川口節子の構成・演出・振り付けにより、モダンバレエ版『イェルマ』が名古屋の愛知県芸術劇場で上演された。

### その他
タレル・アルヴィン・マクレイニーによる戯曲 In the Red and Brown Water は『イェルマ』にゆるやかに基づいており、2008年にアトランタのアライアンス劇場とロンドンのヤング・ヴィクで上演された。
2014年にはBBCでラジオドラマが放送された。

## 評価
本作は、女性に対する抑圧を通して社会に対する批判を厳しく浮かび上がらせようとした作品であると評されている。スペインの結婚や離婚にまつわる法制度や、女性を家に閉じ込め自由を奪う習慣などを痛烈に描写しており、フェミニズム批評の対象とされることもある。さらに、同性愛者であったロルカ自身が自らの生殖不可能性を強く意識していたことが反映されていると見るむきもある。イアン・ギブソンによると、『イェルマ』は明確にスペインにおけるカトリック教会の支配、権威主義的で偽善的な性道徳、女性の抑圧を攻撃した作品であり、それゆえ右翼から大きな反発を買った。
三島由紀夫はロルカの作品を愛好していたが、中でも『イェルマ』を最も気に入っており、終幕部分は「女性に対して男の抱く安易な夢と、女性そのものの存在の叫びとが対決する」場面であるとして高く評価していた。
本作の演出について、小海永二は第2幕第1場の洗濯女のコロスには「陽気なみだらさ」を、第3幕第2場の礼拝堂の場面でのコロスには「官能露わなダイナミズム」を表現させることが重要であり、これによって「イェルマの不幸と悲劇性」をうまく浮かび上がらせることができると分析している。
『血の婚礼』及び『ベルナルダ・アルバの家』とともにロルカの三大悲劇を構成する。

## 刊行情報
『イェルマ』のスペイン語原文はロルカの死後である1937年にアルゼンチンのブエノスアイレスでアナコンダから出版され、同年にペルーのリマとチリのサンティアゴでも刊行された。ロルカの著作はフランコ政権下のスペインでは刊行されず、主にアルゼンチンなど中南米で刊行されていた。初版以降、各地で複数のスペイン語版が公刊されており、劇中の音楽の扱いなどについては若干の違いも見られる。

### 日本語訳
- 会田由訳『イェルマ』、『現代世界戯曲選集第4』白水社、1953。
  - 『現代世界戯曲集　カラー版 世界文学全集 別巻第2巻』河出書房新社、1966。
- 内田吉彦訳『イェルマ』、『フェデリコ・ガルシーア・ロルカ3 (1931-1936)』牧神社出版、1975に収録。
  - 内田吉彦訳『イェルマ』、『世界文学全集29 ロルカ、ピランデルロ』学習研究社、1978に収録。
  - 内田吉彦訳『イェルマ』、『ロルカ戯曲全集3』沖積舎、1985に収録。

- 牛島信明訳『イェルマ』、ロルカ『血の婚礼 他二篇』岩波文庫、1992に収録。他は「ベルナルダ・アルバの家」